# Šestajovice (ort i Tjeckien, lat 50,34, long 16,01)
Šestajovice är en ort i Tjeckien. Den ligger i den nordöstra delen av landet, 120 km öster om huvudstaden Prag. Šestajovice ligger 267 meter över havet och antalet invånare är 166.
Terrängen runt Šestajovice är platt. Runt Šestajovice är det ganska glesbefolkat, med 42 invånare per kvadratkilometer. Närmaste större samhälle är Hradec Králové, 19,2 km sydväst om Šestajovice. Trakten runt Šestajovice består till största delen av jordbruksmark.